# Naya Crittenden
Naya Anisse Crittenden (Modesto, 15 giugno 1995) è una pallavolista statunitense, opposto dell'Athletes Unlimited.

## Carriera

### Club
La carriera di Naya Crittenden inizia nei tornei scolastici della California, giocando per la Peter Johansen HS. Dopo il diploma gioca a livello universitario nella NCAA Division I: dal 2013 al 2014 fa parte della squadra della Oregon, prima di trasferirsi alla Illinois, dove gioca dal 2015 al 2016.
Appena terminata la carriera universitaria, firma il suo primo contratto professionistico a Porto Rico con le Gigantes de Carolina, per la Liga de Voleibol Superior Femenino 2017; tuttavia resta legata alla squadra solo per un breve periodo, trasferendosi in Italia alla VolAlto Caserta, impegnata in Serie A2, per la parte finale del campionato 2016-17.
Dopo una annata di inattività, torna in campo nella stagione 2018-19, firmando per l'Újpest, nella Nemzeti Bajnokság I ungherese, mentre nella stagione seguente approda nella Lega Nazionale A svizzera difendendo i colori del Franches-Montagnes. Per il campionato 2020-21 si accasa nella 1. Bundesliga tedesca per vestire la maglia del Dresdner, conquistando lo scudetto, mentre nel campionato seguente gioca nella Sultanlar Ligi turca col Sarıyer, dove resta fino a dicembre 2021, prima tornare in campo per disputare l'edizione 2022 dell'Athletes Unlimited.

## Palmarès

### Club
- Campionato tedesco: 1

2020-21